# Len Carter
Len Carter (* 21. November 1942) ist ein ehemaliger britischer Sprinter.
Bei den British Empire and Commonwealth Games 1962 in Perth schied er über 100 Yards und 220 Yards im Viertelfinale aus und siegte mit der englischen 4-mal-110-Yards-Stafette.

## Persönliche Bestzeiten
- 100 Yards: 9,6 s, 1961
- 100 m: 10,6 s, 1961
- 220 Yards: 21,5 s, 1961 (entspricht 21,4 s über 200 m)